# Gastrotheca walkeri
La rana marsupial cornuda (Gastrotheca walkeri) es una especie de anfibios de la familia Amphignathodontidae.
Es endémica de Venezuela.
Su hábitat natural incluye bosques bajos y secos y montanos tropicales o subtropicales secos.